# ミッキーのフォーリーズ
『ミッキーのフォーリーズ』（原題：Mickey's Follies）は、ウォルト・ディズニー・プロダクション（現：ウォルト・ディズニー・カンパニー）が制作したアニメーション映画である。公開は1929年8月28日。ミッキーマウスの短編映画シリーズの一作品。
のちにディズニーで多数のアニメーションを監督することになるウィルフレッド・ジャクソンの初監督作品である。

## 作品内容
ミッキーと仲間たちが牧場でミュージカルレビュー（フォーリーズ）を開催する。ミッキー達の音楽演奏で幕を開けるレビューでは、5匹のダチョウによるダンス、2羽のニワトリによるアパッチダンス、ブタのパトリシア・ピグによるオペラ独唱がとり行われる。レビューの最後には、ミッキーがニワトリ小屋で動物たちに絡まれながらもガールフレンドのミニーへの思いを綴る歌を歌い、レビューは幕を下ろす。

## ミニーのユー・フー!
作品後半でミッキーが披露する歌「ミニーのユー・フー!」または「ミニーのヨー・ホー」 (Minnie's Yoo Hoo) は、ディズニーの短編映画中で使われた曲でも初めて明確な歌詞が付けられたものであり、ディズニーのアニメーション作品で使われた曲の中で楽譜として発売されたオリジナル曲の第一号である。翌1930年には本作のアニメーションを加工してこの曲に特化したミュージックビデオも作られ、当時アメリカの各地で開催されたミッキーマウス・クラブにて映画上映と同時に流された。
そのような経緯もあってこの曲はミッキーマウスのテーマ曲としての立場を担うこととなり、1930年代前半の多くの短編映画でのタイトルカードでこの曲が使用された。1950年代に新たなテーマ曲となる「ミッキーマウス・クラブ・マーチ」が作曲されたため、この曲のテーマ曲としての役目は終わったが、その後も数々の音楽アルバムに収録されたり、世界各地のディズニーパークでのアトラクション用に使われたり、1974年にNETテレビ（現・テレビ朝日）が放送していた『ディズニーぱれーど』のオープニングテーマに日本語歌詞を付けた上で使われたりと多くの人々に親しまれている。

## スタッフ
- 製作・脚本：ウォルト・ディズニー[5][6]
- 監督：ウィルフレッド・ジャクソン[5]
- 作画：アブ・アイワークス[6]
- 音楽：カール・スターリング[5][6]

## 登場キャラクター
- ミッキーマウス（声：ウォルト・ディズニー[5][6]）
- ミニーマウス（声：マーセリット・ガーナー[5][6]）
- パトリシア・ピグ（声：不明）

## 日本での公開

### 収録
- 『ミッキーマウス／B&Wエピソード Vol.1 限定保存版』（DVD、ブエナ・ビスタ・ホーム・エンターテイメント）